# Visco
Visco (friuli nyelven Visc) település Olaszországban, Friuli-Venezia Giulia régióban, Udine megyében. Lakosainak száma 827 fő (2023. január 1.). Visco Aiello del Friuli, Bagnaria Arsa, San Vito al Torre és Palmanova községekkel határos.

## Népesség
A település népességének változása:
| Lakosok száma | 789  | 786  | 827  |
|               | 2017 | 2018 | 2023 |